# 驪駒
《驪駒》是一首先秦逸詩，見於《漢書·儒林傳·王式傳》顏師古注引文穎注：“其辭云‘驪駒在門，僕夫具存’；‘驪駒在路，僕夫整駕’。”原文僅保留有兩章四句，內容為描寫離別前車馬整裝待發的場面，風格與《詩經》相仿。
受此詩典故影響，“驪駒”在後世也用於代指離別。而離別時的歌曲也被稱作驪歌。